# El Battan
El Battan, El Battane o El Batan (àrab: البَطَان, al-Baṭṭān) és una ciutat de Tunísia, capital de la delegació o mutamadiyya homònima de la governació de Manouba, situada 26 km a l'oest de la ciutat de Manouba. La població de la delegació era de 18.020 habitants. Està a la riba del riu Medjerda i enfront de la ciutat de Tebourba.

## Administració
És el centre de la delegació o mutamadiyya homònima, amb codi geogràfic 14 58 (ISO 3166-2:TN-12), dividida en quatre sectors o imades:
- El Battane (14 58 51)
- Borj Ettoumi (14 58 52)
- Mehrine (14 58 53)
- El Aroussia (14 58 54)

Al mateix temps, forma una municipalitat o baladiyya (codi geogràfic 14 19), que s'estén pels quatre sectors o imades de la delegació o mutamadiyya homònima.